# Curetes

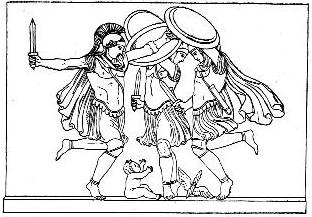
Dança dos Curetes à volta de Zeus em criança, ilustração de Jane Ellen Harrison, Themis: A Study of the Social Origins of Greek Religion, Cambridge University Press, 1912, 23

Curetes, na mitologia grega, poderiam ser equivalentes aos dáctilos, ou poderiam ser a segunda geração, os filhos dos dáctilos. Segundo Pausânias, com base no que os estudiosos da antiguidade em Élis haviam dito, Reia entregou Zeus aos dáctilos (que ele identifica com os curetes); eles eram cinco irmãos: Héracles de Ida, Peoneu, Epímedes, Iásio e Idas.
Segundo Estrabão, os dáctilos eram cinco irmãos que viviam no Monte Ida, na Frígia, e foram, segundo Sófocles, os primeiros a trabalhar com ferro. Eles tinham cinco irmãs. Há várias lendas, e uma síntese torna-se complicada, pois dependendo do autor os nomes (como Celmis, Damnameneu, Héracles e Acmão), e os números são diferentes. Eles eram considerados feiticeiros, viviam na Frígia, e serviam à Mãe dos Deuses. Os dáctilos originais tiveram nove filhos, os curetes, e cada um destes teve dez filhos, estes são os primeiros cem homens de Creta, chamados de dáctilos de Ida. Os coribantes também são descentes dos dáctilos.
Cres, um dos curetes, foi o primeiro a reinar em Creta, em 1 964 a.C. ou 1 887 a.C.. Segundo Jerônimo de Estridão, era autóctone, e os curetes sequestraram e criaram Zeus.